# Comune di Trundholm
Il comune di Trundholm fino al 1º gennaio 2007 è stato un comune danese situato nella 
contea della Selandia Occidentale, il comune aveva una popolazione di 11 309 abitanti (2005) e una superficie di 163 km². Capoluogo era la cittadina di Højby.
Dal 1º gennaio 2007, con l'entrata in vigore della riforma amministrativa, il comune è stato soppresso e accorpato ai comuni di Dragsholm e Nykøbing-Rørvig per dare luogo al riformato comune di Odsherred compreso nella regione della Selandia.